# Bactérie
Pour les articles homonymes, voir Bacteria (homonymie).
Domaine
Synonymes
- Eubacteria

Règnes de rang inférieur
- Bacillati
- Fusobacteriati
- Pseudomonadati
- Thermotogati

Classification phylogénétique
- Domaine : Bacteria
- Domaine : Archaea
- Domaine : Eukaryota

Les bactéries (Bacteria) sont un domaine d'organismes vivants procaryotes présents dans tous les milieux. Le plus souvent unicellulaires, elles sont parfois pluricellulaires (généralement filamenteuses), la plupart des espèces bactériennes ne vivant pas individuellement en suspension, mais en communautés complexes adhérant à des surfaces au sein d'un gel muqueux (biofilm).

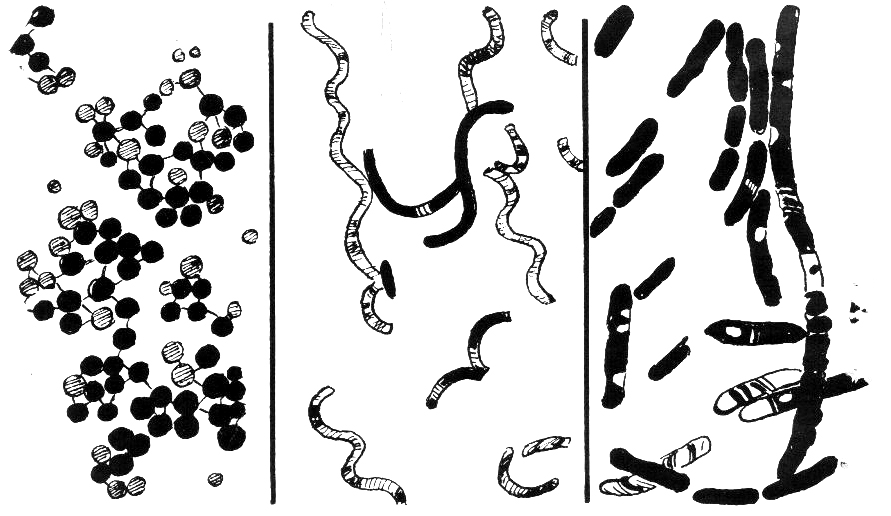
Coques à gauche, Spirillum au centre, bacille à droite.

Les bactéries les plus grosses, dites bactéries géantes, sont visibles à l'œil nu. Jusqu'au début du XXIe siècle, les spécialistes considéraient que les plus petites mesuraient 0,2 μm, mais il existe des ultramicrobactéries,,.
Les bactéries présentent de nombreuses formes : sphériques (coques), allongées ou en bâtonnets (bacilles) et des formes plus ou moins spiralées. L’étude des bactéries est la bactériologie, soit une des nombreuses branches de la microbiologie.
Il existe environ 10 000 espèces connues à ce jour,, mais la diversité réelle du groupe est probablement supérieure. L'estimation du nombre des espèces oscillerait entre 5 et 10 millions,.
Les bactéries sont ubiquitaires et sont présentes dans tous les types de biotopes rencontrés sur Terre. Elles peuvent être isolées du sol, des eaux douces, marines ou saumâtres, de l’air, des profondeurs océaniques, des déchets radioactifs, de la croûte terrestre, sur la peau et dans l’intestin des animaux ou des humains. Les bactéries ont une importance considérable dans les cycles biogéochimiques comme le cycle du carbone et la fixation de l’azote de l’atmosphère.
Un nombre important de bactéries vit dans le corps humain, d'ordre comparable à la quantité des cellules qui le constituent, mais la masse de ces dernières est plus importante. La plupart de ces bactéries sont inoffensives ou bénéfiques pour l'organisme. Il existe cependant de nombreuses espèces pathogènes à l'origine de beaucoup de maladies infectieuses.

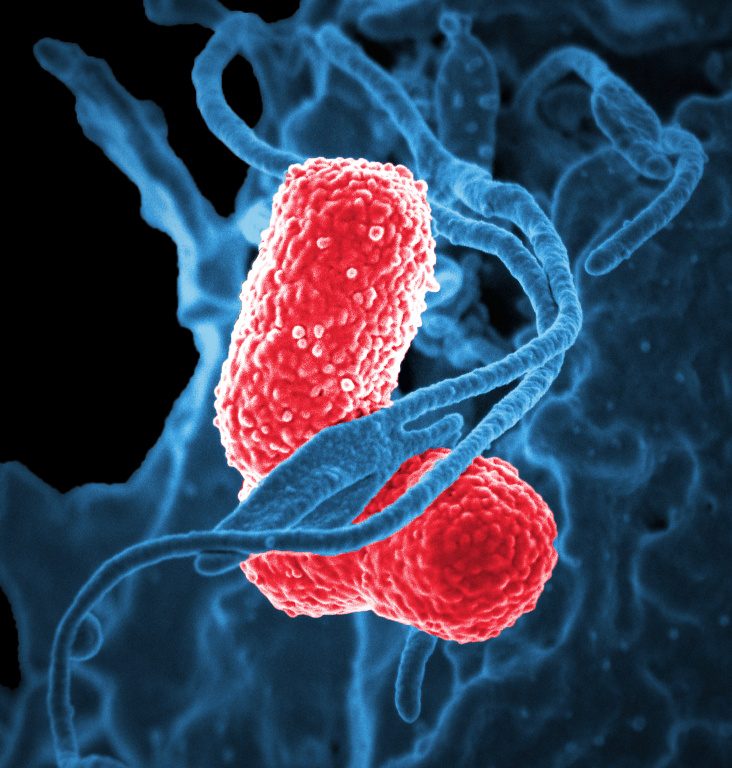
Deux Klebsiella pneumoniae (bacilles) aux prises avec un leucocyte humain (neutrophile). Image de microscopie électronique à balayage recolorée. Noter l'aspect granuleux de sa paroi qui correspond à sa capsule, sorte de barrière externe qui la rend plus résistante à la phagocytose.

Les bactéries peuvent être très utiles à l’humain lors des processus de traitement des eaux usées, dans le secteur agroalimentaire lors de la fabrication des yaourts ou du fromage et dans la production industrielle de nombreux composés chimiques.

## Histoire

### Origine de la bactériologie
Les bactéries étant microscopiques, elles ne sont donc visibles qu'avec un microscope. Antoine van Leeuwenhoek fut le premier à observer des bactéries, grâce à un microscope de sa fabrication, en 1676. Il les appela « animalcules » et publia ses observations dans une série de lettres qu'il envoya à la Royal Society,,.
Au XIXe siècle, les travaux de Louis Pasteur ont révolutionné la bactériologie. Il démontra en 1859 que les processus de fermentation sont causés par des microorganismes et que leur croissance n’était pas due à la génération spontanée. Il démontra aussi le rôle des microorganismes comme agents infectieux. Pasteur conçut également des milieux de culture, des procédés de destruction des microorganismes comme l’autoclave et la pasteurisation.
Le médecin allemand Robert Koch et ses collaborateurs mirent au point les techniques de culture des bactéries sur milieu solide. Robert Koch est un des pionniers de la microbiologie médicale, il a travaillé sur le choléra, la maladie du charbon (anthrax) et la tuberculose. Il démontra de façon claire qu’une bactérie pouvait être l’agent responsable d’une maladie infectieuse et il proposa une série de postulats (les postulats de Koch, toujours utilisés aujourd'hui) confirmant le rôle étiologique d’un microorganisme dans une maladie. Il obtient le prix Nobel de physiologie ou médecine en 1905.
Si les bactéries étaient connues au XIXe siècle, il n’existait pas encore de traitement antibactérien. En 1909, Paul Ehrlich mit au point un traitement contre la syphilis avant l’utilisation de la pénicilline en thérapeutique suggérée par Ernest Duchesne en 1897 et étudiée par Alexander Fleming en 1929. Ehrlich reçut le prix Nobel pour ses travaux sur l'immunologie en 1908, et fut un pionnier de l'usage de colorants pour détecter et identifier les bactéries, son travail étant la base de la coloration de Gram et de la coloration de Ziehl-Neelsen.
Les microbiologistes Martinus Beijerinck et Sergei Winogradsky initièrent les premiers travaux de microbiologie de l’environnement et d’écologie microbienne en étudiant les relations entre ces microorganismes au sein de communautés microbiennes du sol et de l’eau.

### Définition et étymologie

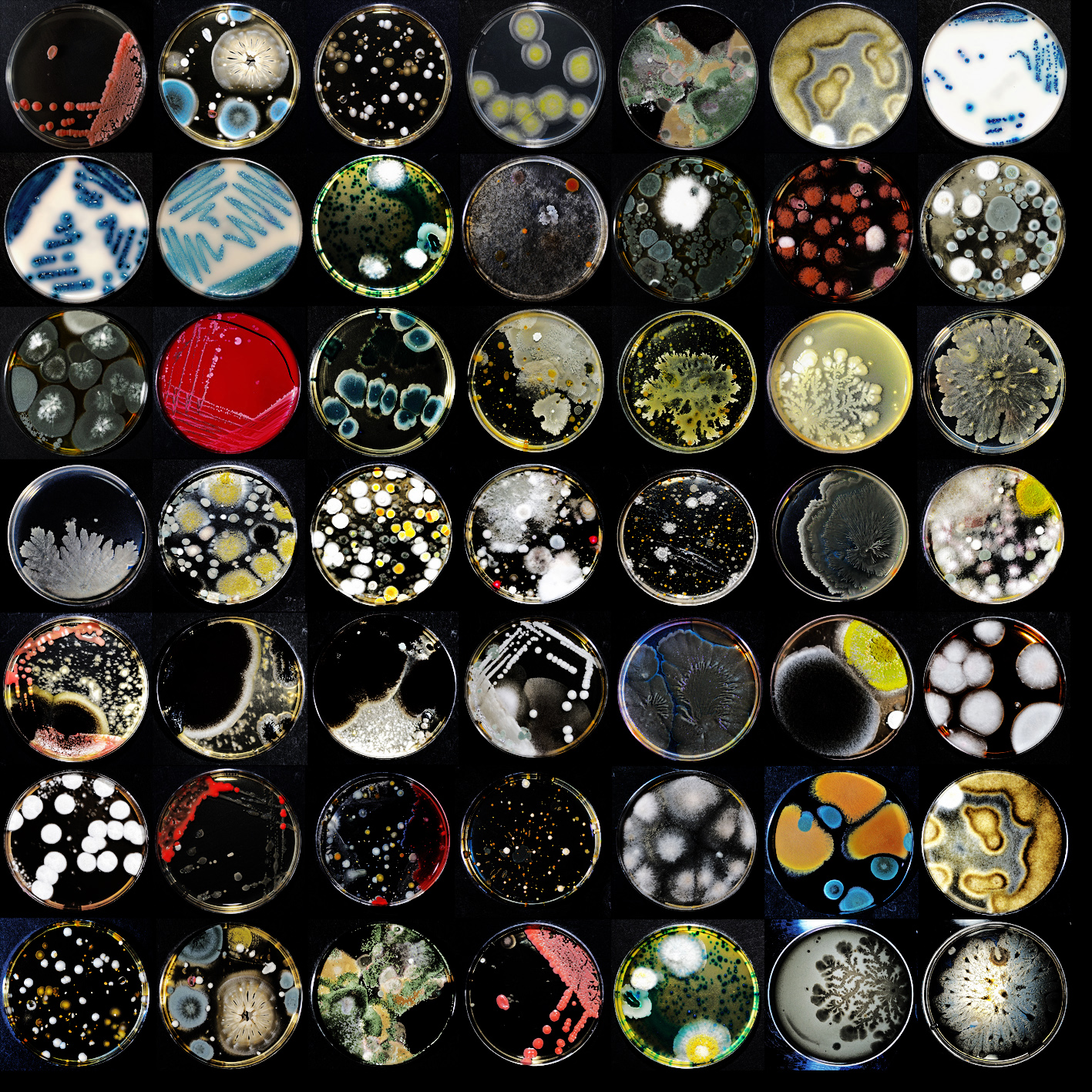
Panorama de différentes bactéries en culture

Le mot « bactérie » apparaît pour la première fois avec le naturaliste et zoologiste allemand Christian Gottfried Ehrenberg en 1838. Ce mot dérive du grec ancien βακτήριον / baktḗrion, « bâtonnet ». Parallèlement Haeckel inventa en 1866 l'embranchement Monera pour regrouper au sein de son règne Protista tous les microorganismes sans structure interne (bien qu'excluant les cyanobactéries, alors classées parmi les plantes). Ferdinand Cohn utilisa à son tour le terme Bacteria comme taxon en 1870 et tenta le premier de les classer rigoureusement selon leur morphologie. Pour Cohn, les bactéries étaient des plantes primitives non chlorophylliennes. À la suite des travaux de Cohn, Haeckel révisa la circonscription de ses « monères » pour y inclure les cyanobactéries. Les termes de « monère » et de « bactérie » devinrent alors synonymes.
En 1938 Herbert Copeland éleva les monères au rang de règne, à un niveau désormais égal aux animaux, plantes et protistes. Ce n'est qu'en 1957 qu'André Lwoff distingua avec clarté les concepts de bactérie et de virus grâce à des arguments biochimiques et structuraux. Enfin, Roger Stanier et Cornelis van Niel définirent pour la première fois rigoureusement en 1962 le concept de bactérie par l’absence d’organite membrané (et en particulier de véritable noyau, donc de mitose).

### Noms français et noms scientifiques correspondants
Liste alphabétique de noms vulgaires ou de noms vernaculaires attestés en français.
- Bactérie - Bacteria[27],[28] ou Eubacteria[28]
- Bactérie vraie - voir Bactérie[28]
- Bactérie ammonifiante - bactérie qui participe à la dégradation des protéines en azote ammoniacal[28]
- Bactérie de la dysenterie porcine - Brachyspira hyodysenteriae[28] (syn. Serpulina hyodysenteriae[28] ou Treponema hyodysenteriae[29]) responsable de la dysenterie porcine
- Bactérie du rouget du porc - Erysipelothrix rhusiopathiae[28], responsable du rouget du porc
- Bactérie lactique - ferment lactique[28] ou plus précisément Lactobacteriacae[28]
- Bactérie nitreuse - Bactérie du sol qui assure la nitrification de l'azote nitreux[28]
- Bactérie nitrifiante - Bactérie du sol participe à la nitrification de l'azote ammoniacal[28]
- Bactérie non sulfureuse verte - Chloroflexi[28]
- Bactérie pathogène - (cf. TLFi)
- Bactérie sporulée - bactéries pourvues de spores ou sporulales[28]

### Controverse terminologique
Taxons concernés
En microbiologie :
- Au sens historique : l'empire Prokaryota (les procaryotes)
- Au sens actuel : le domaine Eubacteria (les « eubactéries »)modifier

En 1977, Carl Woese grâce à ses travaux de phylogénie moléculaire divisa les procaryotes en deux domaines : les Eubacteria et les Archaebacteria ; il les renomma respectivement Bacteria et Archaea lors de la révision de sa nomenclature en 1990. Le mot « bactérie » faisant référence à l'ensemble des procaryotes avant 1990, ce renommage a provoqué une certaine ambiguïté dans l'utilisation de ce terme et n'a donc pas été accepté par tous les biologistes,,,,.
Certains biologistes, pensent que cette tentative de renommage tient davantage de la propagande (de la part de Carl Woese, afin d'accréditer ses idées) que de la science :

« Therefore archaebacterial cell structure, growth, division, and genetics remained fundamentally bacterial or prokaryotic. Early claims that archaebacteria are a “third form of life” in addition to eukaryotes and prokaryotes/bacteria are thus falsified, despite misleading, confusing, purely propagandistic name changes that some of us never accepted […] »

Et plus loin dans le même article :

« Differences between archaebacteria and eubacteria have been grossly exaggerated. »

Dans un cadre kuhnien la théorie des trois domaines qui sous-tend ce changement de nomenclature est parfois analysé comme un paradigme de la bactériologie moderne,,, ce qui expliquerait les résistances (principalement de nature sociologiques) contre sa remise en cause.

## Classification
La taxonomie du domaine Bacteria a constamment évolué. En 2024, M. Göker et A. Oren redéfinissent les contours du domaine Bacteria et le subdivisent en quatre règnes, :
- Bacillati (Gibbons & Murray) Oren & Göker
- Fusobacteriati Battistuzzi & Hedges
- Pseudomonadati (Gibbons & Murray) Oren & Göker
- Thermotogati Battistuzzi & Hedges

En 2025 selon la LPSN (7 juin 2025), ces taxons totalisent 39 phyla. S'y ajoutent deux phyla incertae sedis, ne s'intégrant à aucun des quatre règnes :
- Fidelibacterota Katayama et al. 2024
- Vulcanimicrobiota Yabe et al. 2024

## Morphologie et anatomie

### Forme et taille des bactéries

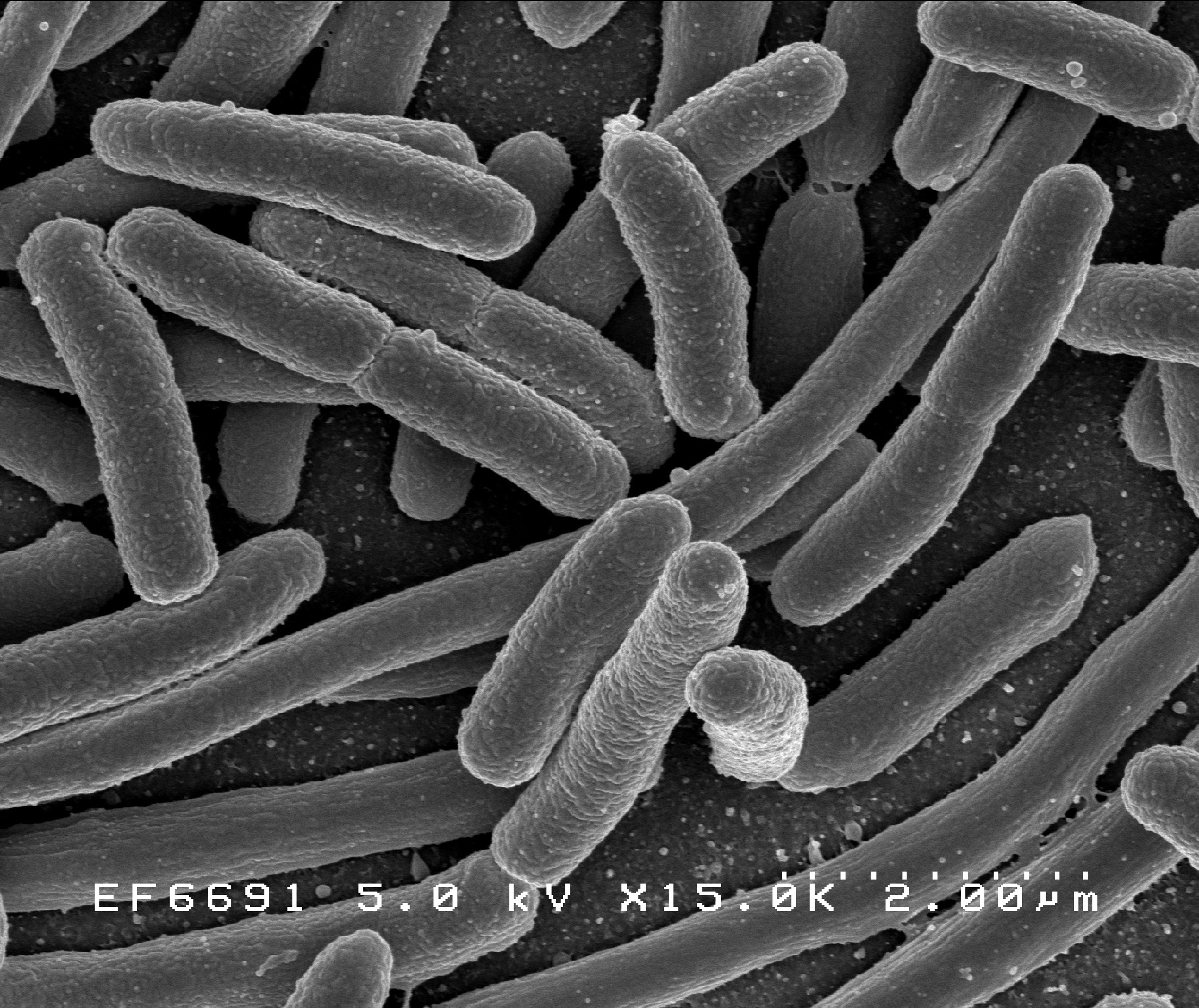
Escherichia coli, une bactérie en forme de bacille, observées au microscope électronique.

Les bactéries présentent une grande diversité de tailles et de formes. Les cellules bactériennes typiques ont une taille comprise entre 0,5 et 5 µm de longueur, cependant, quelques espèces comme Thiomargarita namibiensis et Epulopiscium fishelsoni peuvent mesurer jusqu’à 750 µm (0,75 mm) de long et être visibles à l’œil nu, (voir bactérie géante). Thiomargarita magnifica, découverte en 2019, peut même mesurer jusqu'à 2 cm. Parmi les plus petites bactéries, les mycoplasmes mesurent 0,3 µm, soit une taille comparable à certains gros virus.
La plupart des bactéries sont soit sphériques soit en forme de bâtonnets. Dans le premier cas elles sont appelées coques (du grec kókkos, grain) et dans le second bacilles (du latin baculus, bâton). Il existe aussi des formes intermédiaires : les coccobacilles. Quelques bactéries en forme de bâtonnets sont légèrement incurvées comme les Vibrio. D’autres bactéries sont hélicoïdales. Ce sont des spirilles si la forme est invariable et rigide, des spirochètes si l’organisme est flexible et peut changer de forme. La grande diversité de formes est déterminée par la paroi cellulaire et le cytosquelette. Les différentes formes de bactéries peuvent influencer leur capacité d’acquérir des nutriments, de s’attacher aux surfaces, de nager dans un liquide et d’échapper à la prédation.

### Association de bactéries

Les bactéries présentent une grande diversité de morphologies et d'arrangements cellulaires.

Beaucoup d’espèces bactériennes peuvent être observées sous forme unicellulaire isolée alors que d’autres espèces sont associées en paires comme les Neisseria ou en chaînette, caractéristique des Streptocoques. Dans ces cas, les coques se divisent selon un axe unique et les cellules restent liées après la division. Certains coques se divisent selon un axe perpendiculaire et s’agencent de façon régulière pour former des feuillets. D’autres se divisent de façon désordonnée et forment des amas comme les membres du genre Staphylococcus qui présentent un regroupement caractéristique en grappe de raisins. D'autres bactéries peuvent s’élonger et former des filaments composés de plusieurs cellules comme les actinobactéries.
En dépit de leur apparente simplicité, elles peuvent former des associations complexes. Des capteurs leur permettent de détecter d'autres bactéries ou une surface (ce qui induit souvent chez elle un changement de comportement ; ainsi Pseudomonas aeruginosa ne devient virulente et n'active ses gènes de résistance que quand son « sens du toucher » l'informe qu'elle entre en contact avec une surface ; muqueuse pulmonaire par exemple).
Les cyanobactéries forment des chaînes appelées trichomes où les cellules sont en relation étroite, grâce à des échanges physiologiques. Certaines bactéries forment des colonies pouvant solidement s’attacher aux surfaces. Ces « biofilms » sont un arrangement complexe de cellules et de composants extracellulaires, formant des structures secondaires comme des microcolonies, au sein desquelles se forme un réseau de canaux facilitant la diffusion des nutriments.

### Structure

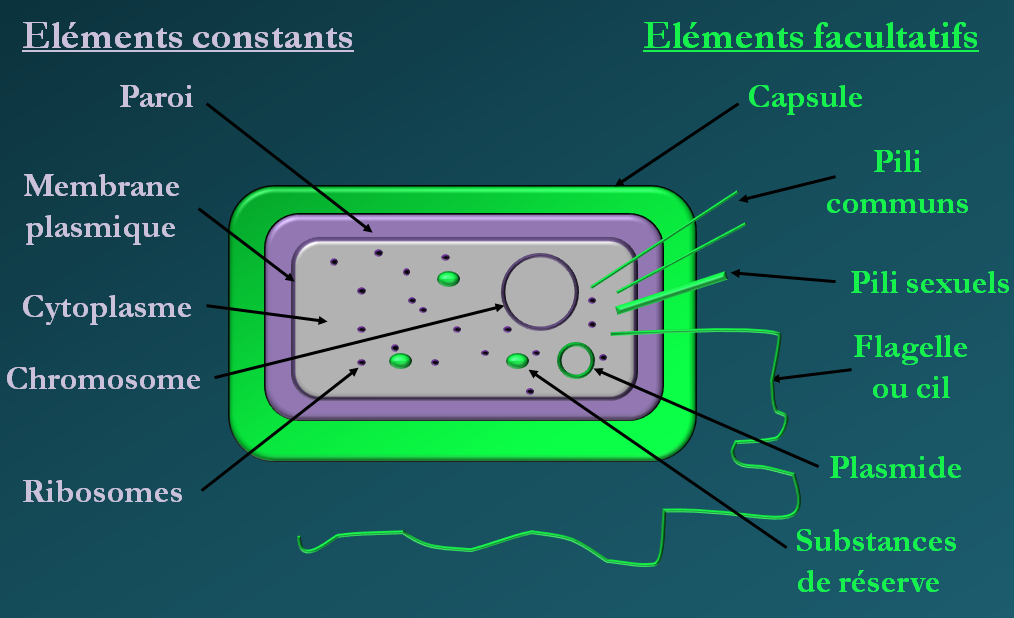
Structures de la cellule bactérienne

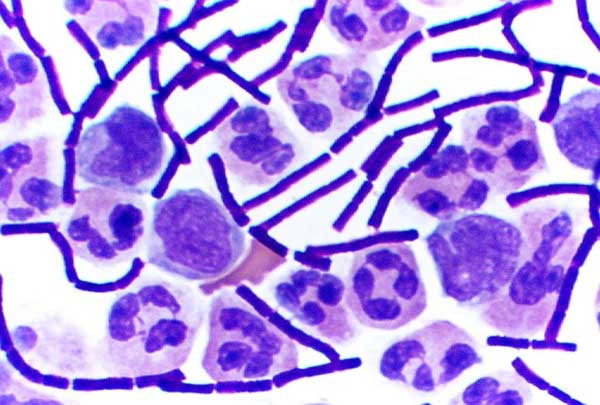
Bacillus anthracis (bâtonnets violets foncé, donc à Gram positif) se développant dans du liquide cérébrospinal.

Une caractéristique importante des bactéries est la paroi cellulaire. La paroi donne à la bactérie sa forme et la protège contre l’éclatement sous l’effet de la très forte pression osmotique du cytosol. Les bactéries peuvent être structuralement divisées en deux groupes : les bactéries à paroi unimembranée (ne contenant qu'une seule membrane, la membrane plasmique, voir Unimembrana) et les bactéries à paroi bimembranée (constituée de deux membranes superposées, la membrane interne et la membrane externe, voir Negibacteria). La coloration de Gram est un critère empirique, quoique imparfait, permettant de déterminer la structure de la paroi bactérienne.
Certains organites extracellulaires comme les flagelles ou les poils peuvent être enchâssés dans la paroi cellulaire. Quelques bactéries peuvent fabriquer de fines couches externes à la paroi cellulaire, généralement essentiellement constituées de polysaccharides (des sucres). D'autres bactéries peuvent s’envelopper d’une couche protéique appelée la couche S.
En tant que procaryote (organisme sans noyau), les bactéries sont des cellules relativement simples, caractérisées par une absence de noyau et d’organites comme les mitochondries et les chloroplastes, elles n'ont pas non plus de réticulum endoplasmique ou d'appareil de Golgi.

## Métabolismes bactériens
Le métabolisme d’une cellule est l’ensemble des réactions chimiques qui se produisent au niveau de cette cellule. Pour réaliser ce processus, les bactéries, comme toutes les autres cellules, ont besoin d’énergie. L’ATP est la source d’énergie biochimique universelle, commune à toutes les formes de vie, mais les réactions d’oxydo-réduction impliquées dans sa synthèse sont très variées selon les organismes et notamment chez les bactéries.
Les bactéries vivent dans pratiquement toutes les niches environnementales de la biosphère. Elles peuvent ainsi utiliser une très large variété de source de carbone et/ou d’énergie.
Les bactéries peuvent être classées selon leur type de métabolisme, en fonction des sources de carbone et d’énergie utilisés pour la croissance, les donneurs d’électrons et les accepteurs d’électrons.
| Classe du besoin                           | Nature du besoin      | Type trophique |
| ------------------------------------------ | --------------------- | -------------- |
| Source de carbone                          | CO2                   | Autotrophe     |
| Source de carbone                          | Composé organique     | Hétérotrophe   |
| Substrat énergétique (donneur d'électrons) | Minéral               | Lithotrophe    |
| Substrat énergétique (donneur d'électrons) | Organique             | Organotrophe   |
| Source d'énergie                           | Lumière               | Phototrophe    |
| Source d'énergie                           | Oxydation biochimique | Chimiotrophe   |

L’énergie cellulaire des chimiotrophes est d’origine chimique alors que celle des phototrophes est d’origine lumineuse. La source de carbone des autotrophes est le dioxyde de carbone, tandis que des substrats organiques sont la source de carbone des hétérotrophes. Il est aussi possible de distinguer deux sources possibles de protons (H+) et d'électrons (e-) : les bactéries réduisant des composés minéraux sont des lithotrophes alors que celles réduisant des substances organiques sont des organotrophes.
Tout organisme vivant réalise en permanence de nombreuses réactions chimiques destinées à construire les biomolécules indispensables à la vie, et particulièrement lipides, protéines, acides nucléiques et saccharides. Ces réactions ne sont possibles que grâce à l'énergie accumulée à la suite d’autres réactions chimiques. Le métabolisme d'une bactérie est l'ensemble des réactions chimiques qui se produisent au niveau de la cellule bactérienne. Les besoins énergétiques de la bactérie peuvent être satisfaits par deux mécanismes :
- la photosynthèse, au cours de laquelle la lumière est utilisée comme source d’énergie ;
- l'oxydation de substances chimiques (substrats énergétiques), qui utilise une source d’énergie chimique.

## Physiologie et génétique
Les bactéries possèdent un chromosome généralement unique et circulaire (mais il y a des exceptions) qui porte la majorité des gènes. Certains gènes ayant des fonctions particulières (résistance à un antibiotique, un prédateur, adaptation physiologique au milieu, etc.) sont cependant localisés sur des petites sections d'ADN circulaire libres appelées plasmides.
Il existe une grande diversité de métabolismes par rapport aux eucaryotes. D'ailleurs la phototrophie et l'autotrophie chez les eucaryotes sont toujours le résultat d'une symbiose avec des bactéries (certains lichens par exemple) et/ou d'une symbiogenèse impliquant une cyanobactérie (chloroplaste).
Source de matière : hétérotrophie vs autotrophie
Source d'énergie : phototrophie vs chimiotrophie

## Bactéries et écosystème
Les bactéries, avec les autres micro-organismes, participent pour une très large part à l’équilibre biologique existant à la surface de la Terre. Elles colonisent en effet tous les écosystèmes et sont à l’origine de transformations chimiques fondamentales lors des processus biogéochimiques responsables du cycle des éléments sur la planète.
Une population de bactéries peut avoir un comportement coordonné grâce à une messagerie moléculaire, le quorum sensing.

### Dans les biofilms
Au sein des biofilms des relations s'établissent entre bactéries, conduisant à une réponse cellulaire intégrée. Les molécules de la communication cellulaire ou « lang » sont soit des homosérines lactones pour les bactéries à Gram négatif, soit des peptides courts pour les bactéries à Gram positif. De plus au sein de biofilms établis, les caractéristiques physico-chimiques (pH, oxygénation, métabolites) peuvent être néfastes au bon développement bactérien et constituer donc des conditions stressantes. Les bactéries mettent en place des réponses de stress qui sont autant d'adaptation à ces conditions défavorables. En général les réponses de stress rendent les bactéries plus résistantes à toute forme de destruction par des agents mécaniques ou des molécules biocides.
L'étude des canaux ioniques bactériens a permis à une équipe de chercheurs de mettre en évidence, en 2015, une synchronisation du métabolisme de certaines bactéries au sein des communautés de biofilms bactériens par des vagues d'ions potassium. Celles-ci résultent d'une boucle de rétroaction positive, dans laquelle un déclencheur métabolique induit la libération d'ions potassium intracellulaire, qui à son tour dépolarise les bactéries voisines. Cette vague de dépolarisation coordonne les états métaboliques entre les bactéries à l'intérieur et à la périphérie du biofilm. La suppression ou le blocage de l'activité des canaux potassium supprime cette réponse.

### Écosystème aquatique
Les eaux naturelles comme les eaux marines (océans) ou les eaux douces (lacs, mares, étangs, rivières, etc.) sont des habitats microbiens très importants. Les matières organiques en solution et les minéraux dissous permettent le développement des bactéries. Les bactéries participent dans ces milieux à l’autoépuration des eaux. Elles sont aussi la proie des protozoaires. Les bactéries composant le plancton des milieux aquatiques sont appelées le bactérioplancton.
Il y a environ quarante millions de cellules bactériennes dans un gramme de sol et un million de cellules bactériennes dans un millilitre d’eau douce. On estime qu'il y aurait (à un instant donné) quatre à six quintillions (4  × 1030 à 6 × 1030), soit entre quatre et six mille milliards de milliards de milliards de bactéries dans le monde, représentant une grande partie de la biomasse du monde. Cependant, un grand nombre de ces bactéries ne sont pas encore caractérisées car non cultivables en laboratoire.

### Bactérie du sol et du sous-sol

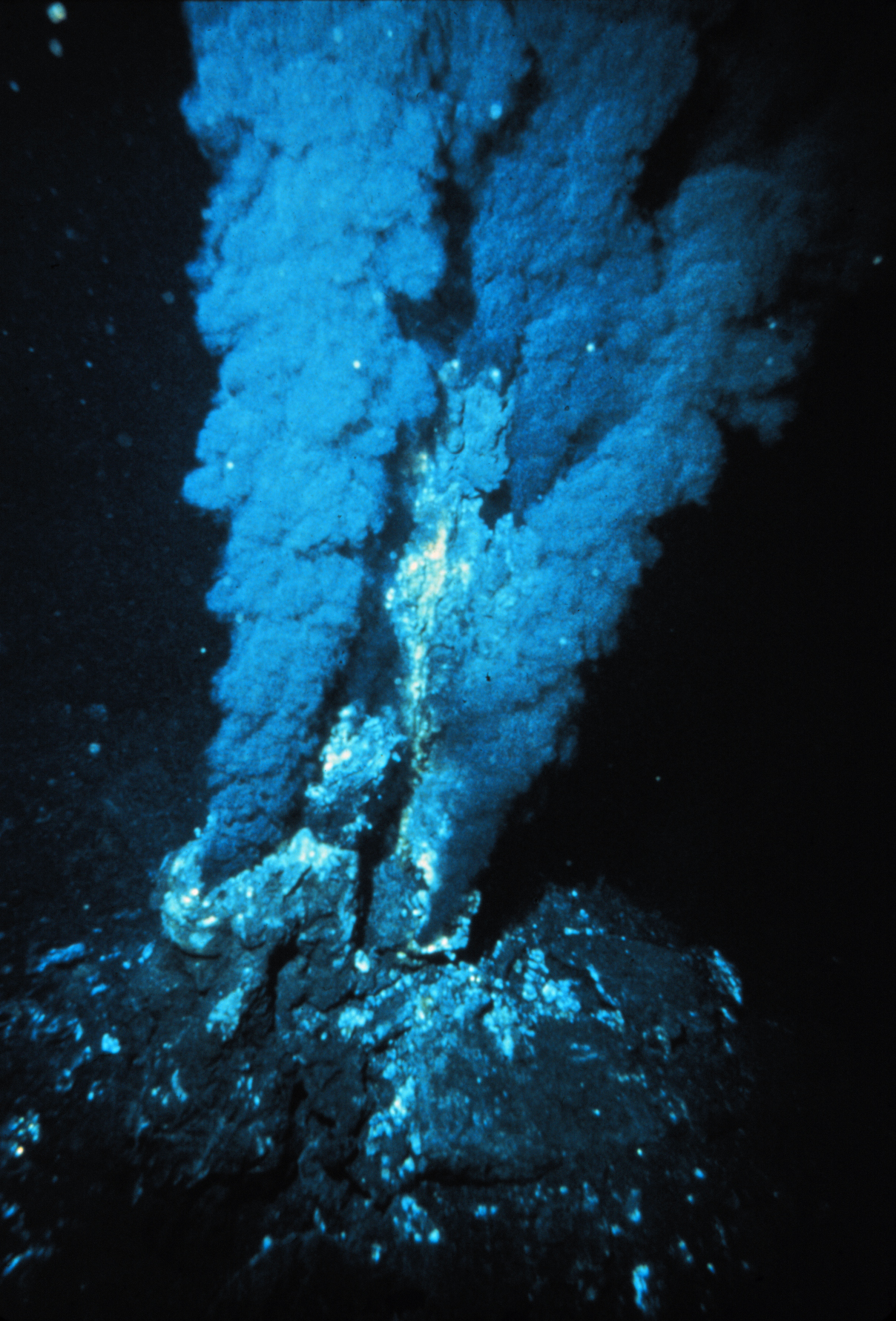
Une cheminée hydrothermale.

Le sol est composé de matière minérale provenant de l’érosion des roches et de matière organique (l’humus) provenant de la décomposition partielle des végétaux. La flore microbienne y est très variée. Elle comprend des bactéries, des champignons, des protozoaires, des algues, des virus, mais les bactéries sont les représentants les plus importants quantitativement. On peut y retrouver tous les types de bactéries, des autotrophes, des hétérotrophes, des aérobies, des anaérobies, des mésophiles, des psychrophiles, des thermophiles. Tout comme les champignons, certaines bactéries sont capables de dégrader des substances insolubles d’origine végétale comme la cellulose, la lignine, de réduire les sulfates, d’oxyder le soufre, de fixer l’azote atmosphérique et de produire des nitrates. Les bactéries jouent un rôle dans le cycle des nutriments des sols, et sont notamment capables de fixer l’azote. Elles ont donc un rôle dans la fertilité des sols pour l’agriculture. Les bactéries abondent au niveau des racines des végétaux avec lesquels elles vivent en mutualisme.
À la différence des milieux aquatiques, l’eau n’est pas toujours disponible dans les sols. Les bactéries ont mis en place des stratégies pour s’adapter aux périodes sèches. Les Azotobacter produisent des cystes, les Clostridium et les Bacillus des endospores ou d’autres types de spores chez les Actinomycètes.
Dans le sous-sol, dans l'eau ou dans les cavités humides, des bactéries colonisent inévitablement les galeries minières, puits de mines et leurs abords faillés ou évidés, y compris dans les centres de stockage souterrains ; elles sont parfois trouvée à grande profondeur dans le sous-sol, y compris dans les remontées de forages d'eau ou de pétrole. Elles peuvent là aussi modifier leur environnement, être source de CO2 ou de méthane, d'acidification, de corrosion, de méthylation, de putréfaction et/ou interagir avec les nappes, certains métaux ou des matériaux de confinement (Rizlan Bernier-Latmani mène sur ce sujet une campagne expérimentale d'étude à des centaines de mètres de profondeur, au sein du laboratoire du Mont Terri, près de Saint-Ursanne dans le Jura, où est étudiée la pertinence de la roche argileuse pour le stockage géologique des déchets nucléaires).

### Environnements extrêmes
Les bactéries peuvent aussi être rencontrées dans des environnements plus extrêmes. Elles sont qualifiées d’extrémophiles. Des bactéries halophiles sont rencontrées dans des lacs salés, des bactéries psychrophiles sont isolées d’environnements froids comme des océans Arctique et Antarctique, des banquises. Des bactéries thermophiles sont isolées des sources chaudes ou des cheminées hydrothermales.

#### Plus anciennes bactéries en vie
En 2007, des forages dans le pergélisol du nord-est de la Sibérie, du nord-ouest du Canada et de l'Antarctique ont permis à des scientifiques de l'université de Californie dirigée par le professeur Eske Willerslev (en) (Université de Copenhague) de mettre au jour des bactéries toujours vivantes vieilles d'environ 500 000 ans. Les chercheurs ont montré chez ces bactéries des signes de réparation de leur ADN combiné à un état de dormance inférieure à l'activité métabolique nécessaire à la réparation de l'ADN maintenue à un bas niveau.
En 2000, une équipe scientifique a annoncé avoir découvert une bactérie demeurée endormie dans un cristal de sel pendant 250 millions d'années. De nombreux scientifiques sont très réservés vis-à-vis de ce résultat, qui serait plutôt dû à une colonisation récente du cristal.

#### Séjour dans l’espace
Dans l'espace, les bactéries deviendraient presque trois fois plus virulentes. C'est du moins le cas de Salmonella typhimurium, une bactérie responsable d'intoxication alimentaire. Celles-ci ont fait un voyage à bord de la navette Atlantis en 2006. À leur retour, les bactéries qui avaient été conservées dans un récipient étanche, ont été transmises à des souris. Il n'a fallu que le tiers de la dose habituelle pour tuer la moitié du groupe de souris qui avait été infecté,.

#### Recherche de bactéries extraterrestres
On cherche actuellement à savoir s'il a existé une vie bactérienne sur la planète Mars. Certains éléments d'analyse du sol martien semblent s'orienter en ce sens, et la présence abondante d'eau sur Mars jadis a peut-être pu constituer un terrain extrêmement favorable au développement de la vie bactérienne, si elle est apparue. Si la chose venait à être confirmée, ce serait un élément important en faveur de l'hypothèse de panspermie. Des chercheurs écossais ont mis en évidence en juin 2017 que le sol de mars éliminait la moindre bactérie. C’est l’interaction entre le rayonnement ultraviolet, les substances oxydantes du sol de Mars, et surtout les perchlorates qui confère à la surface de la Planète rouge sa capacité à éliminer toute bactérie. D'autres recherches s'intéressent aussi aux glaces de la lune jovienne Europe qui abritent de l'eau liquide sous leur surface.

## Interactions avec d’autres organismes
En dépit de leur apparente simplicité, les bactéries peuvent entretenir des associations complexes avec d’autres organismes. Ces associations peuvent être répertoriées en parasitisme, mutualisme et commensalisme. En raison de leurs petites tailles, les bactéries commensales sont ubiquitaires et sont rencontrées à la surface et à l’intérieur des plantes et des animaux.

### Mutualistes
Dans le sol, les bactéries de la rhizosphère (couche de sol fixée aux racines des plantes) fixent l’azote et produisent des composés azotés utilisés par les plantes (exemple de la bactérie Azotobacter ou Frankia). En échange, la plante excrète au niveau des racines des sucres, des acides aminés et des vitamines qui stimulent la croissance des bactéries. D’autres bactéries comme Rhizobium sont associées aux plantes légumineuses au niveau de nodosités sur les racines.
Il existe de nombreuses relations symbiotiques ou mutualistes de bactéries avec des invertébrés. Par exemple, les animaux qui se développent à proximité des cheminées hydrothermales des fonds océaniques comme les vers tubicoles Riftia pachyptila, les moules Bathymodiolus ou la crevette Rimicaris exoculata vivent en symbiose avec des bactéries chimioautotrophes.
Buchnera est une bactérie endosymbiote des aphides (puceron). Elle vit à l'intérieur des cellules de l'insecte et lui fournit des acides aminés essentiels. La bactérie Wolbachia est hébergée dans les testicules ou les ovaires de certains insectes. Cette bactérie peut contrôler les capacités de reproduction de son hôte.
Des bactéries sont associées aux termites et leur apportent des sources d'azote et de carbone.
Des bactéries colonisant la panse des herbivores permettent la digestion de la cellulose par ces animaux. La présence de bactéries dans l’intestin humain contribue à la digestion des aliments mais les bactéries fabriquent également des vitamines comme l’acide folique, la vitamine K et la biotine.
Des bactéries colonisent le jabot d'un oiseau folivore (consommateur de feuilles), le Hoazin (Opisthocomus hoazin). Ces bactéries permettent la digestion de la cellulose des feuilles, de la même manière que dans le rumen des ruminants.
Des bactéries bioluminescentes comme Photobacterium sont souvent associées à des poissons ou des invertébrés marins. Ces bactéries sont hébergées dans des organes spécifiques chez leurs hôtes et émettent une luminescence grâce à une protéine particulière : la luciférase. Cette luminescence est utilisée par l'animal lors de divers comportements comme la reproduction, l'attraction de proies ou la dissuasion de prédateurs.

#### Dans le corps humain
Un nombre important de bactéries vit dans le corps humain, environ autant, voire plus, que de cellules le constituant, toutefois leur masse reste infime en comparaison.
Les calculs donnent des résultats variés quant à leur nombre. D'après certaines estimations, 1012 bactéries colonisent la peau, 1010 bactéries colonisent la bouche et 1014 bactéries habitent dans l'intestin. D'autres calculs, réalisés par des chercheurs de l'institut Weizmann, indiquent qu'il y a plus de cellules bactériennes (~40 × 1012) que de cellules humaines (~30 × 1012) dans le corps humain,.
La plupart de ces bactéries sont inoffensives ou bénéfiques pour l’organisme. Il existe cependant de nombreuses espèces pathogènes à l'origine de beaucoup de maladies infectieuses comme le choléra, la syphilis, la peste, l’anthrax, la tuberculose.

### Pathogènes

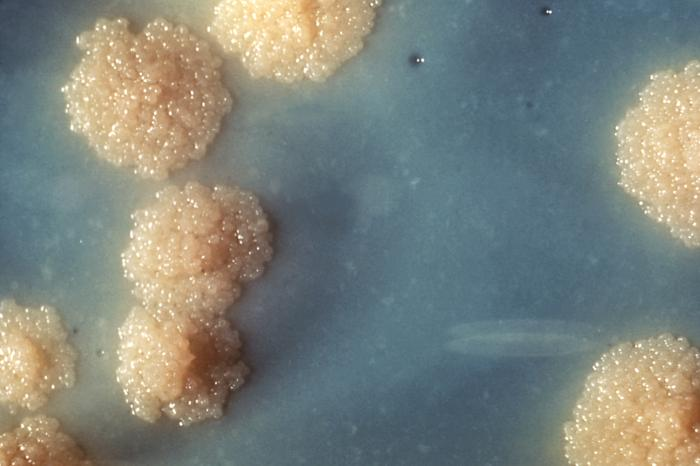
Culture de Mycobacterium tuberculosis.

#### Pour l'humain
Le plus souvent, les maladies bactériennes mortelles sont les infections respiratoires : la tuberculose à elle seule tue environ deux millions de personnes par an, principalement en Afrique subsaharienne. Des bactéries peuvent entraîner des troubles respiratoires ou intestinaux alors que d’autres peuvent être responsables de l’infection d'une blessure. Les infections bactériennes peuvent être traitées grâce aux antibiotiques, qui le plus souvent inhibent une de leurs fonctions vitales (par exemple, la pénicilline bloque la synthèse de la paroi cellulaire).
Les bactéries pathogènes sont responsables de maladies humaines et causent des infections. Les organismes infectieux peuvent être distingués en trois types : les pathogènes obligatoires, accidentels ou opportunistes.
Un pathogène obligatoire ne peut survivre en dehors de son hôte. Parmi les bactéries pathogènes obligatoires, Corynebacterium diphtheriae entraîne la diphtérie, Treponema pallidum est l’agent de la syphilis, Mycobacterium tuberculosis provoque la tuberculose, Mycobacterium leprae la lèpre, Neisseria gonorrhoeae la gonorrhée. Les Rickettsia à l’origine du typhus sont des bactéries parasites intracellulaires.
Un pathogène accidentel présent dans la nature peut infecter l’humain dans certaines conditions. Par exemple, Clostridium tetani provoque le tétanos en pénétrant dans une plaie. Vibrio cholerae entraîne le choléra à la suite de la consommation d’une eau contaminée.
Un pathogène opportuniste infecte des individus affaiblis ou atteints par une autre maladie. Des bactéries comme Pseudomonas aeruginosa, des espèces de la flore normale, comme des Staphylococcus de la flore cutanée, peuvent devenir des pathogènes opportunistes dans certaines conditions. On rencontre surtout ce type d’infection en milieu hospitalier.
La capacité d’une bactérie à provoquer une maladie est son pouvoir pathogène. L’intensité du pouvoir pathogène est la virulence. L’aboutissement de la relation bactérie-hôte et l’évolution de la maladie dépendent du nombre de bactéries pathogènes présentes dans l’hôte, de la virulence de cette bactérie, des défenses de l’hôte et de son degré de résistance.
Pour déclencher une maladie, les bactéries infectieuses doivent d’abord pénétrer dans l’organisme et adhérer à un tissu. Des facteurs d’adhésion permettent la fixation des bactéries à une cellule. Le pouvoir invasif est la capacité de la bactérie à se répandre et à se multiplier dans les tissus de l’hôte, soit par un processus d'endocytose permettant leur pénétration intracellulaire, soit pour certaines bactéries en passant entre les cellules des muqueuses afin de coloniser la lamina propria sous-jacente. Les bactéries peuvent produire des substances lytiques leur permettant de se disséminer dans les tissus. Certaines bactéries présentent aussi un pouvoir toxinogène qui est la capacité de produire des toxines, substances chimiques portant préjudice à l’hôte. On peut distinguer les exotoxines libérées lors de la multiplication des bactéries et les endotoxines fixées dans la membrane des bactéries.
Les bactéries pathogènes tentant d’envahir un hôte rencontrent toutefois de nombreux mécanismes de défense assurant à l’organisme une protection aux infections. Une bonne alimentation et une hygiène de vie correcte constituent une première protection. La peau, les muqueuses forment une première ligne de défense contre la pénétration d’organismes pathogènes. Les bactéries de la flore normale constituent aussi une barrière de protection. Lorsqu’un micro-organisme a pénétré ces premières lignes de défense, il rencontre des cellules spécialisées qui se mobilisent contre l’envahissement : ce sont les phagocytes. L’inflammation est une réaction défensive non spécifique. Un second système de défense très efficace est le système immunitaire spécifique, capable de reconnaître des antigènes portés ou sécrétés par les bactéries, et d’élaborer des anticorps et des cellules immunitaires spécifiques de ces antigènes.
En milieu hospitalier, le personnel soignant doit suivre des protocoles de protection (port de la blouse, gants, lunettes en chirurgie…). En cas de contact avec un élément à risque (sang, liquide…), le personnel soignant doit impérativement et au plus tôt se laver les mains avec un produit désinfectant et aseptisant.

#### Pour les plantes
Les bactéries pathogènes pour les plantes sont connues du grand public pour leur responsabilité dans la dévastation de cultures agricoles. En 2001, les vergers du midi de la France étaient victimes d'une vague d'infection par une bactérie du genre Xanthomonas.
En biotechnologie végétale, la bactérie du sol, Agrobacterium tumefaciens, est utilisée pour sa capacité à transmettre un fragment d'ADN à la plante cible lors de son cycle infectieux.

## Importance des bactéries dans l’industrie et les technologies
Les Procaryotes sont d'importants outils dans le domaine de la biorestauration : on se sert d'organismes pour éliminer des polluants du sol, de l'eau et de l'air. Exemple : Les archées décomposent la matière organique contenue dans les eaux usées pour la transformer en substance qui peut servir d'engrais. Dans l'industrie minière, les Procaryotes aident à retirer les métaux contenus dans le minéral. L'utilité des Procaryotes provient en grande partie de la diversité de leurs formes de nutrition et de métabolisme.
L’origine de la microbiologie industrielle date de l’époque préhistorique. Les premières civilisations ont utilisé sans le savoir des micro-organismes pour produire des boissons alcoolisées, du pain et du fromage.
Les bactéries comme Lactobacillus, Lactococcus ou Streptococcus, combinées aux levures et moisissures interviennent dans l’élaboration d’aliments fermentés comme les fromages, les yaourts, la bière, le vin, la sauce de soja, le vinaigre, la choucroute.
Les bactéries acétiques (Acetobacter, Gluconobacter) peuvent produire de l'acide acétique à partir de l'éthanol. Elles se rencontrent dans les jus alcoolisés et sont utilisées dans la production du vinaigre. Elles sont également exploitées pour la production d'acide ascorbique (vitamine C) à partir du sorbitol transformée en sorbose.
La capacité des bactéries hétérotrophes à dégrader une large variété de composés organiques est exploitée dans des processus de traitement des déchets comme la bioremédiation ou le traitement des eaux usées. Des bactéries sont également utilisées dans les fosses septiques pour en assurer l'épuration. Des bactéries, capables de dégrader des hydrocarbures du pétrole, peuvent être utilisées lors du nettoyage d'une marée noire. Le processus de nettoyage de milieux pollués par des micro-organismes est la bioremédiation.
Des bactéries peuvent être utilisées pour récupérer des métaux d'intérêts économiques à partir de minerais. C'est la biolixiviation. L'activité de bactéries est ainsi exploitée pour la récupération du cuivre.
Des bactéries peuvent être utilisées à la place de pesticides en lutte biologique pour combattre des parasites des plantes. Par exemple, Bacillus thuringiensis produit une protéine Bt qui est toxique pour certains insectes. Cette toxine est utilisée en agriculture pour combattre des insectes qui se nourrissent de plantes.
En raison de leur capacité à se multiplier rapidement et de leur relative facilité à être manipulées, certaines bactéries comme Escherichia coli sont des outils très utilisés en biologie moléculaire, génétique et biochimie. Les scientifiques peuvent déterminer la fonction de gènes, d’enzymes ou identifier des voies métaboliques nécessaires à la compréhension fondamentale du vivant et permettant également de mettre en œuvre de nouvelles applications en biotechnologie.
De nombreuses enzymes utilisées dans divers processus industriels ont été isolées de micro-organismes. Les enzymes des détergents sont des protéases de certaines souches de Bacillus. Des amylases capables d’hydrolyser l’amidon sont très utilisées dans l’industrie alimentaire. La Taq polymérase utilisée dans les réactions de polymérisation en chaîne (PCR) pour l’amplification de l’ADN provient d’une bactérie thermophile Thermus aquaticus.
Les bactéries génétiquement modifiées sont très utilisées pour la production de produits pharmaceutiques. C’est le cas par exemple de l’insuline, l’hormone de croissance, certains vaccins, des interférons… Certaines bactéries comme Streptomyces sont très employées pour la production d’antibiotiques.
Certaines bactéries peuvent provoquer une dégradation d'installation (biocorrosion), en particulier les bactéries sulfato-réductrices.

## Traitements médicaux à base de bactéries
Il existe des bactéries tumoricides, ou bactéries carcinolytiques qui d'un côté sont des pathogènes connus (à part pour Bifidobacterium), mais qui ciblent particulièrement les cellules cancéreuses, et font conséquemment partie de traitements effectifs ou expérimentaux contre le cancer. Ce sont un groupe de bactéries anaérobies facultatives ou obligatoires (capables de produire de l'adénosine triphosphate lorsque l'oxygène est absent et meurt à des niveaux d'oxygène normaux) pouvant cibler les cellules cancéreuses dans le corps, supprimer la croissance tumorale et survivre dans le corps pendant un certain temps, longtemps même après l'infection. Lorsque des bactéries de ce type sont administrées dans le corps, elles migrent vers les tissus cancéreux et commencent à se développer, puis déploient leurs mécanismes respectifs pour détruire les tumeurs solides.
Chaque espèce de bactérie utilise un processus différent pour éliminer la tumeur. Les bactéries tumoricides courantes comprennent notamment Salmonella, Clostridium, Bifidobacterium, Listeria et Streptococcus. Les premières recherches sur ce type de bactéries ont été mises en évidence en 1813 lorsque les scientifiques ont observé que les patients atteints de gangrène gazeuse, une infection causée par la bactérie Clostridium, pouvaient engendrer des régressions tumorales.
Les bactéries les plus étudiées pour le traitement du cancer sont Salmonella, Listeria et Clostridium. Une souche génétiquement modifiée de Salmonella (TAPET-CD) a terminé les essais cliniques de phase 1 pour les patients atteints d'un cancer métastatique de stade 4. Des vaccins anticancéreux à base de Listeria sont actuellement produits et font l'objet de nombreux essais cliniques. Des essais de phase I de la souche Clostridium appelée Clostridium novyi (C. novyi -NT) pour les patients atteints de tumeurs réfractaires au traitement ou de tumeurs qui ne répondent pas au traitement sont en cours.

## Pharmacopée bactérienne
Les bactéries expriment des substances utilisés en médecine, comme l'éthanol.
Alteromonas infernus produit le polysaccharide GY785 qui peut réparer une lésion de tissu humain (dont os et cartilage), en complément de l'injection de cellules souches du patient.

## Représentations dans la fiction
La pièce de théâtre Bílá nemoc (La Maladie blanche) de l'écrivain tchécoslovaque Karel Čapek, publiée en 1937, décrit une épidémie de morbus chengi, une maladie proche de la lèpre qui ne s'attaque qu'aux personnes âgées de plus de 45 ans, qu'elle tue en 3 à 5 mois. Face au danger pour la population, le gouvernement dictatorial ne pense qu'à tirer profit de la maladie à des fins politiques.
Le roman de science-fiction La Variété Andromède de l'écrivain américain Michael Crichton, paru en 1969, imagine l'arrivée sur Terre d'une bactérie extraterrestre apportée par un astéroïde et qui déclenche des réactions mortelles chez les êtres humains.